# Rabat-Sala-Zammur-Za’ir

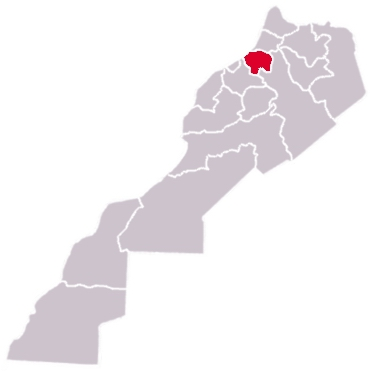
Region na mapie kraju

Rabat-Sala-Zammur-Za’ir (arab. الرباط سلا زمور زعير = Ar-Ribat-Sala-Zammur-Za’ir, fr. Rabat-Salé-Zemmour-Zaër) to region w Maroku, w północno-zachodniej części kraju. Region w 2004 roku był zamieszkany przez 2 366 494 mieszkańców na powierzchni 9 580 km². Stolicą regionu jest Rabat. 
Region składa się z 4 prowincji:
- Rabat
- Sala
- Al-Chamisat
- Sachirat-Timara